# Adolfo Marsillach
Adolfo Marsillach Soriano (* 25. Januar 1928 in Barcelona; † 21. Januar 2002 in Madrid) war ein spanischer Dramatiker, Schauspieler, Theaterregisseur und Schriftsteller.

## Biografie

### Die Anfänge
Adolfo Marsillach stammt aus einer Familie von Journalisten. Mit 18 Jahren trat er in das Bühnenensemble von Radio Barcelona ein. Dort hatte er seine ersten Auftritte; er verband sie mit einem Studium der Regie, das er 1951 mit Zertifikat abschloss.
Im Ensemble von Ramón Martori hatte er 1947 sein Bühnendebüt im Stück Vacaciones. Er bekam die Gelegenheit, im renommierten Madrider Teatro María Guerrero unter der Regie von Luis Escobar Kirkpatrick in Antonio Buero Vallejos Stück En la ardiente oscuridad aufzutreten.

### Schauspieler im Theater
In den folgenden Jahren trat er ständig auf Madrider Bühnen auf. Mit seinem Spiel in El jefe von Joaquín Calvo Sotelo profilierte er sich 1953 beim Publikum. Drei Jahre später gründete er mit seiner ersten Frau, der Schauspielerin Amparo Soler Leal, sein eigenes Ensemble.
Jahrelang nahm er nun von eigenen Bühnenauftritten Abstand. Gemeinsam mit den Schauspielerinnen María Jesús Valdés und Amparo Rivelles trat er 1997 wieder vor das Publikum – mit Una noche con los clásicos, einem Zyklus von Lesungen.

### Schauspiel und Regie im Fernsehen
Ende der 1950er-Dekade wurde Adolfo Marsillach Pionier eines neuen Mediums, das sich im Land verbreitete: des Fernsehens. 1959 spielte er gemeinsam mit Amparo Baró eine Hauptrolle in der Serie Galería de maridos von Jaime de Armiñán. In den folgenden 15 Jahren trat er in sechs Fernsehserien auf, deren Drehbuch er geschrieben hatte und in denen er zudem Regie führte:
Silencio, se rueda (1961), Silencio, vivimos (1962), Fernández, punto y coma (1963), Habitacíón 508 (1966), Silencio, estrenamos (1974) und La señora García se confiesa (1976). Nach einer Pause von sechs Jahren erschien er 1982 wieder als Hauptdarsteller im Fernsehen, in der Historienserie Ramón y Cajal. Die Serie wurde von Publikum und Kritik positiv aufgenommen.

### Theaterregie
Neben seiner Schauspielkarriere zeichnete er sich auch in der Theaterregie aus. Dabei geriet er wiederholt mit den ästhetischen Vorstellungen, der Ideologie und der Zensur des Franquismus in Konflikt. Seine Aufführung des Stückes ¡Suerte campeón! von Antonio Gala wurde von Regierungsseite verboten.
Beachtung fanden seine Inszenierungen von Werken von Alfonso Sastre, El pan de todos (1957) und La cornada (1960). 1964 inszenierte er Pygmalion von George Bernard Shaw und 1968 Marat/Sade von Peter Weiss. Auch diese Aufführung wurde von der Zensur verboten. Auch Tartuffe von Molière geriet 1969 unter politischen Druck wegen impliziter satirischer Anspielungen auf den Franquismus. 1972 führte er Sócrates auf, eine Interpretation Enrique Llovets der Dialoge von Platon. Marsillach inszenierte das Stück in einem Bühnenbild aus großen kubischen Blöcken. 1977 führte er Regie in El arquitecto y el emperador de Asiria von Fernando Arrabal.
1981 setzte er Yo me bajo en la próxima, ¿y usted? in Szene, ein satirisches, teilweises autobiografisches Stück über Paarbeziehungen in den Jahren der Diktatur. Gemeinsam mit Núria Espert inszenierte er 1999 die vielbeachtete Aufführung von Edward Albees Stück Wer hat Angst vor Virginia Woolf? in Barcelona, für die er Regie führte.

### Filmschauspiel und Regie
Auf der Kinoleinwand war Marsillach 1953 in Jeromín von Luis Lucia Mingarro zu sehen, 1959 in Salto a la gloria und 1960 unter der Regie von León Klimovsky in La paz empieza nunca der Verfilmung des gleichnamigen Romans von Emilio Romero, der 1957 den Premio Planeta gewonnen hatte. 1960 spielte er unter der Regie von José María Forqué in einer weiteren Romanverfilmung, Maribel y la extraña familia nach einer Erzählung von Miguel Mihura.
1972 erschien seine einzige Filmregie-Arbeit, Flor de santidad, nach Ramón del Valle-Inclán. Der Film wurde jedoch von der Zensur verboten.
1976 trat er in El hombre de los hongos unter der Regie von Roberto Gavaldón auf, 1984 in Sesión continua, Regie José Luis Garci, und 1989 in einer weiteren Romanverfilmung, Esquilache unter der Regie von Josefina Molina, nach dem historischen Roman Un soñador para un pueblo von Antonio Buero Vallejo.

### Arbeit in Institutionen
Nachdem sich Spanien der Demokratie zugewandt hatte, boten sich Marsillach Gelegenheiten, seine Ideen zur Erneuerung des Theaters in Institutionen zu festigen. 1978 gründete er das Centro Dramático Nacional, das er ein Jahr lang leitete. 1985 gründete er die Compañía Nacional de Teatro Clásico. Er leitete es von 1986 bis 1989 und von 1992 bis 1997 und führte dort Regie in einer Reihe klassischer Stücke, beispielsweise:
- El médico de su honra von Pedro Calderón de la Barca;
- La Celestina und La gran sultana von Miguel de Cervantes;
- Fuenteovejuna von Lope de Vega;
- Don Gil de las calzas verdes von Tirso de Molina.

1989–1990 leitete er das Instituto Nacional de las Artes Escénicas y la Música (INAEM); sein Nachfolger dort war Jorge Semprún. Bei der Expo 92 leitete er die Abteilung Kultur.

### Arbeit als Autor
Unter dem Titel Tan lejos, tan cerca erschienen 1998 seine Memoiren. Zu dem Titel, deutsch so weit, so nah, hatte ihn diese häufige Wendung in den Briefen Bertolt Brecht angeregt. Wegen ihres Stils, seiner Informationen über die spanische Gesellschaft nach dem Zweiten Weltkrieg und wegen ihrer Anekdoten wurden diese Memoiren zu einem Standardwerk der Geschichte des spanischen Theaters. Marsillach wurde dafür mit dem Premio Comillas de biografía ausgezeichnet.
Für die Erzählung Se vende ático gewann er 1995 den Premio Espasa de humor. Außerdem schrieb er die Bühnenstücke Yo me bajo en la próxima, ¿y usted? und Feliz aniversario. Posthum erschien 2003 sein Werk Teatro completo, herausgegeben von Pedro Víllora.

### Privatleben
Adolfo Marsillach war in erster Ehe verheiratet mit der Schauspielerin Amparo Soler Leal. 1962–1970 lebte er in einer Beziehung mit Teresa del Río, ebenfalls Schauspielerin. Daraus gingen zwei Töchter hervor, Cristina (* 1963) und Blanca Marsillach (* 1966). Sie beschritten ebenfalls die Bühnenlaufbahn.
Mitte der 1970er Jahre ging er eine Verbindung mit der Theater-Schauspielerin und Regisseurin Mercedes Lezcano ein. Nachdem sie länger zusammengelebt hatten, heirateten sie. Die Ehe hielt bis zu seinem Tod.
Adolfo Marsillach starb am 21. Januar 2002 an den Folgen eines Prostata-Krebses.

## Arbeiten und Auftritte

### Bühnenauftritte (Auswahl)
- ¿Quién teme a Virginia Woolf?,
deutsch: Wer hat Angst vor Virginia Woolf?, 1999,
von Edward Albee.
- Yo me bajo en la próxima, ¿y usted?, 1982, eigenes Werk.
- Tartuffe, 1978, von Molière.
- Marat/Sade, 1968, von Peter Weiss.
- A puerta cerrada, deutsch: Geschlossene Gesellschaft, 1967,
von Jean-Paul Sartre.
- La puta respetuosa, deutsch: Die ehrbare Dirne, 1967,
von Jean-Paul Sartre.
- Después de la caída, deutsch: Nach dem Sündenfall, 1965,
von Arthur Miller.
- Pygmalion, 1964, von George Bernard Shaw.
- La cornada, 1960, von Alfonso Sastre.
- Tengo un millón, 1960, von Víctor Ruiz Iriarte.

- Harvey  Harvey, 1959, von Mary Chase.
- Undine, 1958, von Jean Giraudoux.
- El pan von todos, 1957, von Alfonso Sastre.
- Mi adorado Juan, 1957, von Miguel Mihura.
- Bobosse, 1955, von André Roussin.
- La alondra, deutsch: Jeanne oder Die Lerche, 1954, von Jean Anouilh.
- El jefe, 1953, von Joaquín Calvo Sotelo.
- Escuadra hacia la muerte, 1953, von Alfonso Sastre.
- La Plaza de Berkeley, englisch: Berkeley Square, 1952,
von  John L. Balderston.
- La heredera, 1951, von Ruth und August Goetz.
- El desdén con el desdén, 1951, von Agustín Moreto.
- Un día de abril, 1951, von Doddie Smith.
- En la ardiente oscuridad, 1950, von Antonio Buero Vallejo.

### Regiearbeiten am Theater (Auswahl)
- ¿Quién teme a Virginia Woolf?, 1999, von Edward Albee.
- La Celestina, 1998, von Fernando de Rojas,
mit dem Ballet Nacional de España und dem Teatro Real de Madrid
- La Gran Sultana, 1993, von Miguel de Cervantes.
- Fuenteovejuna, 1993, de Félix Lope de Vega.
- El alcalde de Zalamea, 1989, von Pedro Calderón de la Barca.
- Antes que todo es mi dama, 1987, von Pedro Calderón de la Barca.
- Los locos de Valencia, 1986, von Lope de Vega.
- El médico de su honra, 1985, von Pedro Calderón de la Barca.
- Mata Hari, 1983
- La Gran Vía, 1983 von, Federico Chueca.
- La tempranica, 1983, von Jerónimo Giménez.
- Las arrecogías del beaterio de Santa María Egipciaca, 1977,
von José Martín Recuerda.
- La señorita Julia, 1973, von August Strindberg.
- El malentendido, 1969, von Albert Camus.
- Tartufo, 1969, von Molière, en versión von Enrique Llovet.

- Biografía, 1969, von Max Frisch.
- Marat/Sade, 1968, von Peter Weiss.
- A puerta cerrada, 1967, von Jean-Paul Sartre.
- La puta respetuosa, 1967, von Jean-Paul Sartre.
- Águila de blasón, 1966, von Ramón María del Valle-Inclán.
- Los siete infantes de Lara, 1966, von Lope de Vega
- Después de la caída, 1965, von Arthur Miller.
- El poder, 1965, von Joaquín Calvo Sotelo.
- Pygmalion, 1964, von George Bernard Shaw.
- ¿Quién quiere una copla del Arcipreste de Hita?, 1965,
von José Martín Recuerda.
- Micaela, 1962, von Joaquín Calvo Sotelo.
- La cornada, 1960, von Alfonso Sastre.
- Tengo un millón, 1960, von Víctor Ruiz Iriarte.
- Harvey, 1959, von Mary Chase.
- Ondina, 1958, von Jean Giraudoux.
- El pan de todos, 1957, von Alfonso Sastre.

## Filmografie

### Kino
- 1946: Mariona Rebull
- 1952: Cerca de la ciudad
- 1952: Don Juan Tenorio
- 1953: Jeromín
- 1953: Vuelo 971
- 1958: Keiner hört ihn beten (Un hecho violento)
- 1959: Geschichte eines Arztes (Salto a la gloria)
- 1960: 091, policía al habla
- 1960: La paz empieza nunca
- 1960: Maribel y la extraña familia
- 1961: La pandilla de los once
- 1962: Alegre juventud
- 1964: Die schwarze Tulpe (La tulipe noire)

- 1966: Las salvajes en puente San Gil
- 1967: Eine Geschichte von Liebe (Una historia de amor)
- 1974: La Regenta
- 1976: El hombre de los hongos
- 1976: La ciutat cremada
- 1978: Im Dienst der spanischen Frau (Al servicio de la mujer española)
- 1980: El poderoso influjo de la luna
- 1982: Ramón y Cajal
- 1984: Sesión continua
- 1985: La vaquilla
- 1986: Delirios de amor
- 1989: Esquilache
- 1990: Die Verlockung des Chaos (La seducción del caos)
- 1991: El largo invierno

### Fernsehen
- 1959: Galería de maridos
- 1961: Silencio, se rueda
- 1962: Silencio, vivimos
- 1963: Fernández, punto y coma
- 1966: Habitacíón 508 (Fernsehserie)

- 1974: Silencio, estrenamos
- 1976: La señora García se confiesa
- 1982: Ramón y Cajal
- 1987: Recuerda cuando

## Auszeichnungen
- 1959: Festival Internacional de Cine de San Sebastián, Silbermedaille, bester Darsteller
- Goya
1989: Beste männliche Nebenrolle für Esquilache
1992: Bestes adaptiertes Drehbuch für O me bajo en la próxima, ¿y usted?
- Fotogramas de Plata
1960: Bester Darsteller spanisches Kino für die Rolle in 091 Policía al habla* 1962: Premio Antena de Oro
1976: Bester Darsteller im Fernsehen für die Rolle in La señora García se confiesa
1982: Nominiert als bester Darsteller im Fernsehen für die Rolle in Ramón y Cajal
1999: Nominiert als bester Bühnendarsteller für die Rolle in ¿Quién teme a Virginia Woolf?
- Weitere Preise
1959: mehrere Preise als bester Darsteller in Salto a la gloria: Premio Sant Jordi, Premio del Sindicato Nacional de Espectáculo, Premio Triunfo, Premio del Círculo de Escritores Cinematográficos und Premio Ondas.
1974: Premio Nacional de Teatro
1978: Premio Mayte de Teatro
1982: Premio TP de Oro
1991: Medalla de Oro al Mérito en las Bellas Artes[16]
2001: Unión de Actores, Preis für das Lebenswerk